# Lago di Lolair
Lago di Lolair este o arie protejată (arie specială de conservare — SAC, sit de importanță comunitară — SCI) din Italia întinsă pe o suprafață de 28 ha, integral pe uscat.

## Localizare
Centrul sitului Lago di Lolair este situat la coordonatele 45°41′41″N 7°08′10″E / 45.694722°N 7.136111°E.

## Înființare
Situl Lago di Lolair a fost declarat sit de importanță comunitară în septembrie 1995 pentru a proteja 6 specii de animale. Situl a fost protejat și ca arie specială de conservare în februarie 2013.

## Biodiversitate
Situată în ecoregiunea alpină, aria protejată conține 14 habitate naturale: Păduri acidofile de Picea de la nivel montan la nivel alpin (Vaccinio-Piceetea), Pajiști stepice subpanonice, Pante stâncoase silicioase cu vegetație casmofită, Roci stâncoase cu vegetație pionieră de Sedo-Scleranthion sau Sedo albi-Veronicion dillenii, Pajiști uscate seminaturale și facies de acoperire cu tufișuri pe substraturi calcaroase (Festuco-Brometalia) (* situri importante pentru orhidee), Fânețe montane, Pante stâncoase calcaroase cu vegetație casmofită, Formațiuni de Juniperus communis pe lande sau pajiști calcaroase, Mlaștini calcaroase cu Cladium mariscus și specii de Caricion davallianae, Mlaștini alcaline, Liziere de ierburi înalte hidrofile de câmpie și de nivel montan până la alpin, Grohotișuri silicioase de la nivelul montan până la nivelul zăpezii (Androsacetalia alpinae și Galeopsietalia ladani), Pajiști alpine și boreale, Lacuri eutrofice naturale cu vegetație de tip Magnopotamion sau Hydrocharition.
La baza desemnării sitului se află mai multe specii protejate:
- păsări (3): potârnichea de stâncă (Alectoris graeca saxatilis), șerpar (Circaetus gallicus), ciocănitoare neagră (Dryocopus martius)
- mamifere (2): liliac cârn (Barbastella barbastellus), liliacul mic cu potcoavă (Rhinolophus hipposideros)
- nevertebrate (1): Euplagia quadripunctaria

Pe lângă speciile protejate, pe teritoriul sitului au mai fost identificate 11 specii de plante, 2 specii de amfibieni, 7 specii de mamifere, 18 specii de nevertebrate, 5 specii de reptile.